# Shih tzu
Shih tzu (FCI# 208) tilhører gruppen af små tibetanske hunderacer og har rødder, der strækker sig til bjergene i Tibet, men det er en misforståelse, at racen skulle være tibetansk. Denne lille hunderace hævdes at have eksisteret i århundreder, og den var skattet hos aristokratiet i det tidligere Manchuriet og senere også i Kina.
- Shih tzu hvalp
- Ansigtet på en Shih tzu
- Shih tzu hvalp i løb
- Shih tzu står med siden til